# Crematogaster stenocephala
Crematogaster stenocephala är en myrart som beskrevs av Carlo Emery 1922. Crematogaster stenocephala ingår i släktet Crematogaster och familjen myror. Inga underarter finns listade i Catalogue of Life.